# Ola Belin
Ola Skuggan Birger Belin, tidigare Kjellsson, född 16 mars 1978, är en svensk illustratör och grafisk formgivare. 

## Biografi
Ola Belin har, tillsammans med sin hustru Evalotta Belin, illustrerat ett flertal bilderböcker. Han har också producerat och släppt appar för iOS och Android. Belin arbetar även som ateljéchef på  produktionsbyrån Turbin AB där han är grafisk formgivare och illustratör.